# Regno di Viti
Il regno di Viti o anche Regno di Figi è un regno unificato delle isole Figi che fu governato dal 1871 al 1874 dal re Ratu Seru Epenisa Cakobau e dal viceré Enele Maʻafu. La sua capitale era Levuka.
Nel 1874, le Figi diventano una colonia britannica.